# Gustaf Mattias Staël von Holstein
Gustaf Mattias Staël von Holstein, född 16 mars 1781, död 17 maj 1874 i Stockholm, var en svensk kammarherre, bankokommissarie, målare och tecknare.
Han var son till majoren Georg Bogislaus Staël von Holstein och Hedvig Catharina von Staël von Holstein och från 1839 gift med Christina Lovisa Granlund. Efter studier vid Lund och Uppsala blev Staël tjänsteman vid riddarhuskansliet och riksbanken. Han utnämndes 1810 till kammarjunkare och avancerade småningom till andre riddarhuskanslist 1812 och bankokommissarie 1816 samt kammarherre 1823. Staël var en talangfull tecknare och målade ett flertal porträtt av sina släktingar.